# Sierra del Toro
La sierra de El Toro es una formación montañosa situada en el interior sur de la provincia de Castellón, en la Comunidad Valenciana, España perteneciente al sistema Ibérico. Básicamente se halla ubicada en el término municipal de El Toro, aunque compartiendo algunas de sus montañas y barrancos limítrofes con las vecinas poblaciones de Manzanera, Bejís, Abejuela, Sacañet y Andilla.    

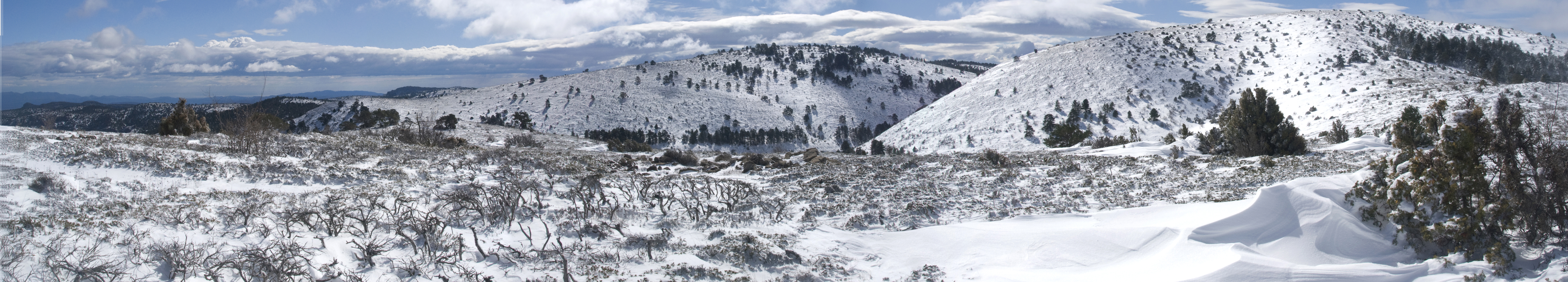
Panorámica de los puntales de Magaña y Palomas, desde puntal de Garretas.

## Situación
Dicha sierra se ubica en la estribación más oriental del macizo de Javalambre (situado principalmente en la provincia de Teruel) y se orienta como aquel, es decir en dirección noroeste-sureste. La altitud que presenta la sierra es notable, destacando el cerro Salada con 1.581 metros, puntal del Agrillar, con 1.616 metros, puntal de Magaña, con 1.614metros, Alto del Tomatero, con 1.607 metros o puntal de Peiró con 1.603 metros, que son las máximas altitudes de la sierra, de la comarca del Alto Palancia y se cuentan entre las más elevadas de la Comunidad Valenciana.
Esta sierra fue escenario de violentas batallas durante la guerra civil española (1936-1939) cuando tras la batalla de Teruel, el bando nacional intentó dividir en dos el territorio del gobierno republicano español y llegar a la costa mediterránea, hay numerosos restos de trincheras y otras construcciones restos de la contienda.

## Geología
La sierra está constituida principalmente por materiales calcáreos con un claro predominio del periodo jurásico. presentando abundantes restos fósiles marinos.

## Hidrografía
Debido a su situación se constituye como una importante barrera divisoria de aguas contribuyendo los arroyos nacidos en su sector oriental a alimentar el cauce del río Palancia (cuyo nacimiento se encuentra dentro de la propia sierra) y al Mijares por el norte, mientras que el sector occidental lo haría al Turia.

## Flora
La dureza climática, tanto por la altitud como  por la lejanía respecto al mar, determina que la zona  presente una baja densidad de población lo que ha permitido que aún siga existiendo una gran variedad tanto de flora como de fauna. Destaca entre la flora la encina, el roble Valenciano o rebollo (Quercus faginea) y la sabina (Thurifera, Phoenicia y J.Sabina) en combinación con el rosal silvestre. Conforme aumenta la altitud dejan paso a la pinar de pino rodeno, pino rojo y pino negral. Por último, en las zonas más altas la vegetación se reduce a una cubierta almohadillada adaptada perfectamente a los fuertes vientos existentes destacando por tanto la sabina rastrera, el cojín de monja y el enebro (Juniperus comunis). En barrancos umbríos no es difícil encontrar tejos, acebos, latoneros y bosquetes de arces de Montpellier.

## Fauna
En cuanto a la fauna se encuentra representada mediante diversas especies cinegéticas como el conejo, la liebre, la perdiz o el jabalí. Otras especies como el cuervo o la graja han aprendido a convivir con el hombre y son frecuentes junto a las diversas masías existentes. Por último, otras especies de gran interés son el gato montés, el águila culebrera, Buitre Leonado y el azor. En los últimos años se ha venido constatando en estos parajes la migración y asentamiento de especies como el corzo, ciervo y cabra hispánica, ejemplares que se suelen avistar con cierta frecuencia.

## Parque natural
Debido al magnífico estado de conservación de la sierra el gobierno valenciano declaró como parajes naturales municipales el entorno del Pozo Junco , y el entorno del nacimiento del río Palancia, cursos bajos del río agualobos, río resinero y rambla seca en el término de el Toro así como parte de Peñaescabia en el de Bejís.
Lamentablemente una parte de esos parajes fue devastado por el incendio de Bejís en agosto de 2022 afectando a los barrancos de Resinero, la Umbria, y los Tajos,  principalmente, así como al entorno de la aldea de El Molinar.